# Vierhavensstraat

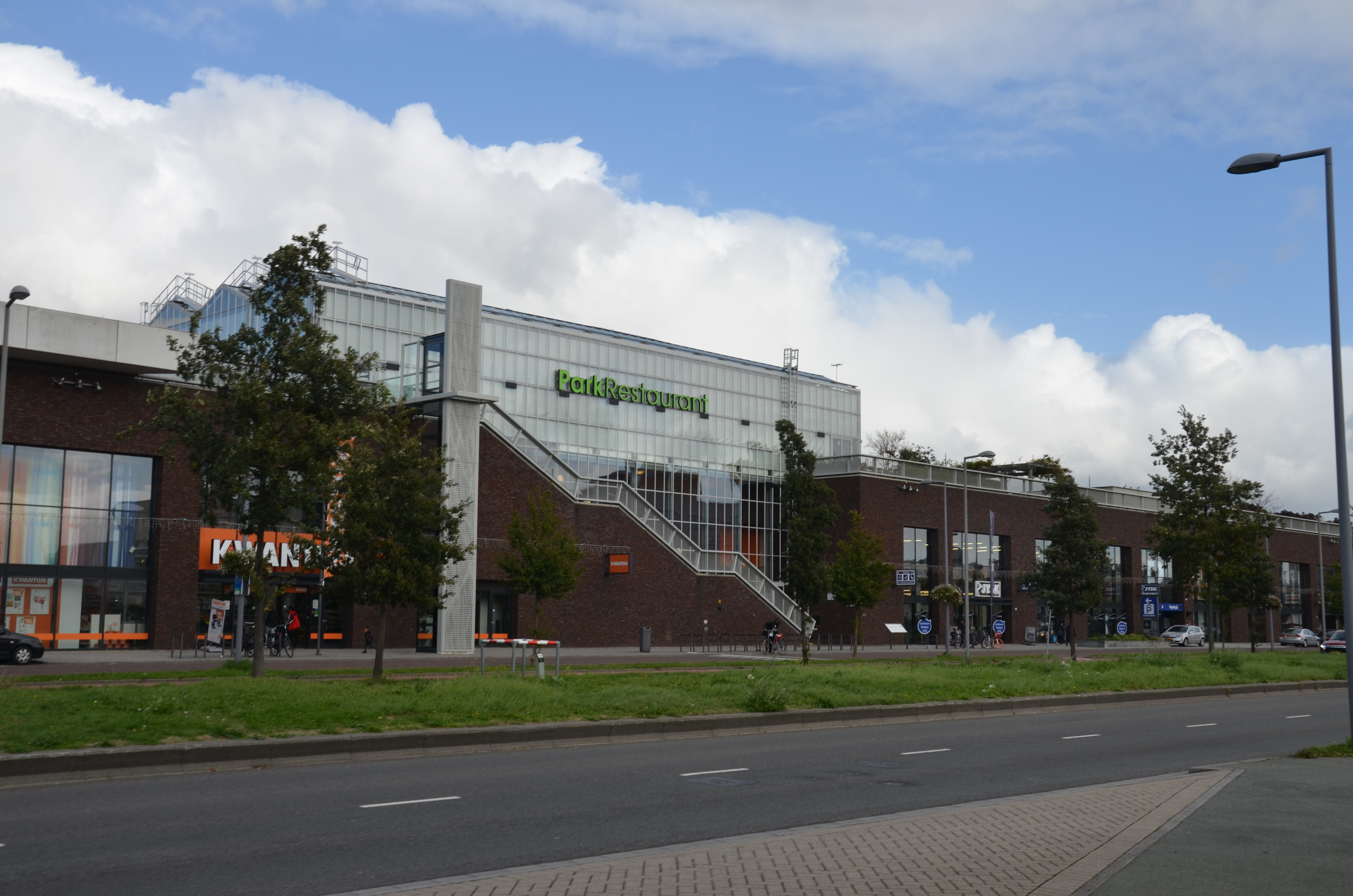
Winkelcentrum Big Shops, met direct ervoor de Vierhavensstraat.

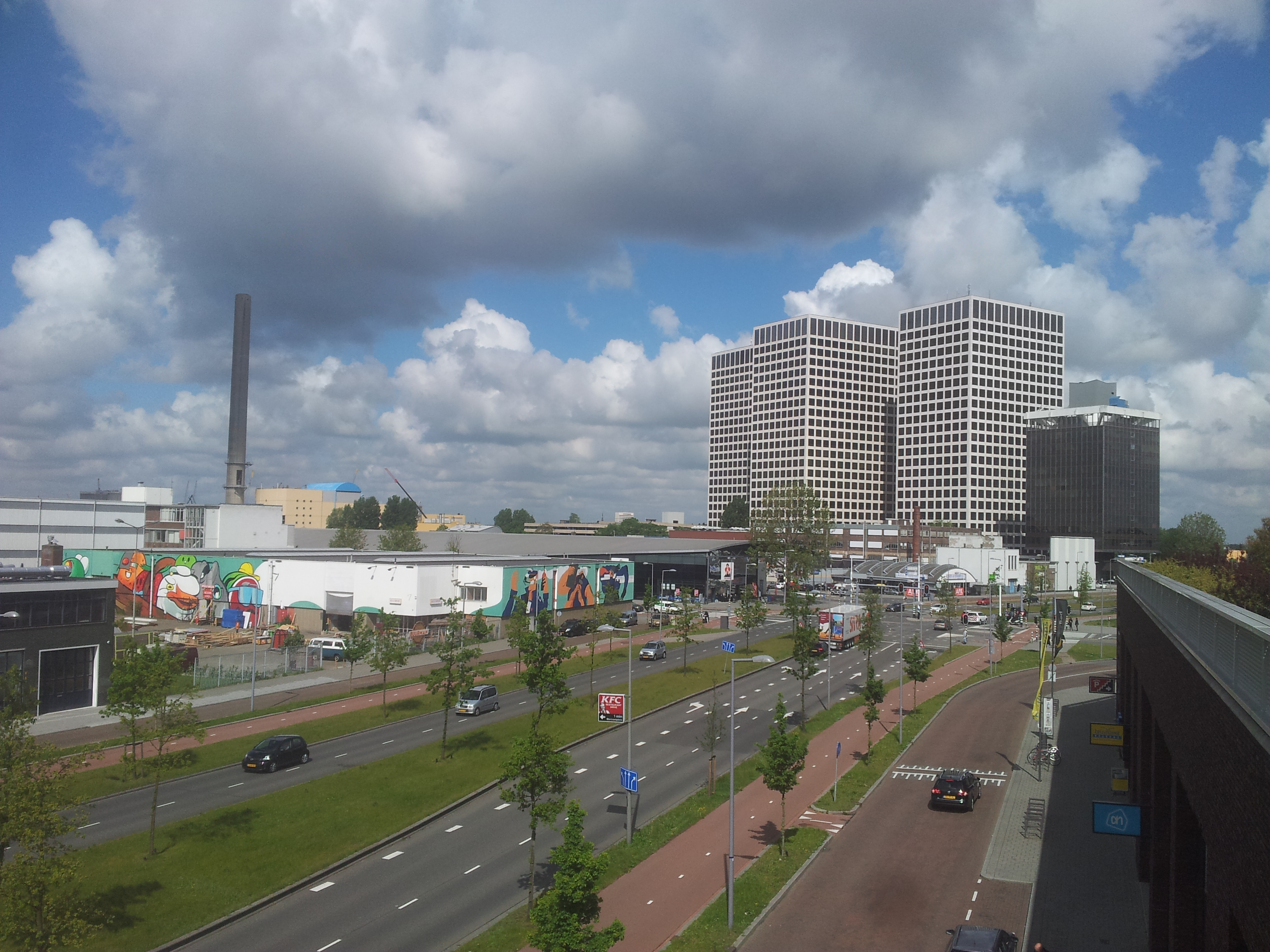
Vierhavensstraat, gezien vanaf het Dakpark

De Vierhavensstraat is een straat in Nieuw-Mathenesse in Rotterdam-West, die haar naam dankt aan de vier havens waarvan de dwarswal aan deze straat grenst. Deze havens zijn de Koushaven, de IJselhaven, de Lekhaven en de Keilehaven.
Het gebied dat door deze havens werd gevormd staat tegenwoordig ook wel bekend als het Vierhavensgebied.
Direct aan het noorden van de straat grenst het winkelcentrum Big Shops, met daarboven een park.
Aelbrechtskade ·
Beukelsdijk ·
G.J. de Jonghweg ·
's-Gravendijkwal ·
Havenstraat ·
Henegouwerlaan ·
Keilestraat ·
Keileweg ·
Marconiplein ·
Mathenesserlaan ·
Mathenesserplein ·
Müllerpier ·
Nieuwe Binnenweg ·
Piet Heynsplein ·
Piet Heynstraat ·
Puntegaalstraat ·
Rochussenstraat ·
Schiedamseweg ·
Vierhavensstraat ·
Westzeedijk